# François Beauchemin
Joseph Jean-François Vineet Beauchemin (Sorel-Tracy, 4 de junho de 1980) é um jogador de hóquei no gelo do Canadá, que joga como defensor. Atualmente defende o Colorado Avalanche.

## Títulos
- Copa Stanley 2007(Anaheim Ducks)